# Rea (Missouri)
Rea – miasto w Stanach Zjednoczonych, w stanie Missouri, w hrabstwie Andrew.